# 美因茨选侯国
美因茨選侯國（德語：Erzbistum Mainz），是一個存在於神聖羅馬帝國時代，10世紀到19世紀初的采邑主教領國，由美因茨總教區總主教統治，主要範圍包含今天的美因茨市。
13世紀美因茨總教區總主教被封為選帝侯前，此區被稱為美因茨采邑總教區。美因茨總教區總主教除了擁有選帝侯頭銜外，同時擁有德意志大書記官的頭銜，是最早的七個選侯國之首也因此美因茨選侯國是神聖羅馬帝國時代，最富盛名且影響力最大的諸侯國之一。
選侯國包含了幾個不完全接壤領地，包括位於萊茵河兩岸鄰近美因茨的地區，法蘭克福沿美茵河往上游的地帶；圖林根的艾希斯費爾德和艾福特。
1803年，因為法軍占領以及《帝國代表重要決議》（Reichsdeputationshauptschluss）選侯國解散，時任總主教卡爾·特奧多爾·馮·達爾貝格遷到雷根斯堡；美因茨在法國統治下成立天主教教區。

## 歷史
美因茨在羅馬帝國時代就已經有了初期的基督徒團體，爾後形成教區。傳說中的首任主教為新約聖經提到的克勒斯刻（英語：Crescens，弟茂德後書4:10）。美因茨最重要的一次擴展是在745年聖波尼法爵擔任該教區主教時；雖然他被封為總主教，不過當時的美因茨並未升為總教區，直到波尼法爵的繼承者聖盧爾任內才將美因茨升格為總教區。975年時任總主教威利吉斯（Willigis）下令修建了現在的主教座堂。 
13世紀，選帝侯制度產生，並因1356年的金印敕書而確立，美因茨總教區總主教被列為七個選帝侯之首，而美因茨采邑總教區也就被稱為美因茨選侯國。
1244年總主教齊格費里德三世給予市民特權，於是美因茨成為由24人組成的議會統治的自由市。1462年總主教阿道夫二世取消了這項特權，美因茨再度受總主教的治理。
1792年在法國大革命戰爭美因茲等萊茵河西岸的城市被法軍占領，總主教埃爾塔爾逃離美因茲。1793年法軍在當地建立了美因茲共和國，可以被看作是德國第一個民主政權。但在同年七月法軍落敗撤離，這個短命的共和國也結束了。但很快的在1797年法軍再度站領了美因茨，隨後的1803年的《帝國代表重要決議》（Reichsdeputationshauptschluss）將選侯國世俗化。選侯國位於萊茵河西岸包含美因茨的領地歸屬於法國，東岸大多數的領土則分屬於黑森領和拿騷。而艾希斯費爾德和艾福特則納入普魯士王國。
雖然美因茨選侯國解散了，但做為首都的美因茨在法國統治下重新成立了美因茨教區至今。